# 2012-es labdarúgó-Európa-bajnokság (döntő)
A 2012-es labdarúgó-Európa-bajnokság döntőjét a kijevi Olimpiai Stadionban, 2012. július 1-jén, helyi idő szerint 21.45-től, magyar idő szerint 20.45-kor játszotta a címvédő Spanyolország és Olaszország. A mérkőzés Spanyolország nyerte 4–0-ra, története során harmadszor lett Európa-bajnok.
Olaszország részvételi jogot szerzett a 2013-as konföderációs kupára, mert Spanyolország a 2010-es labdarúgó-világbajnokság győzteseként már indulási jogot szerzett.

## Történelmi háttér
Spanyolország negyedszer jutott Eb-döntőbe, Olaszország harmadszor. A spanyolok 1964-ben és 2008-ban, az olaszok 1968-ban nyertek Európa-bajnokságot. Mindkét csapat egy-egy alkalommal vesztett is már Eb-döntőt, a spanyolok 1984-ben, míg az olaszok pedig 2000-ben. Érdekesség, hogy mindketten a franciák ellen veszítették el ezeket az Eb-döntőket. 2000-ben a franciák aktuális világbajnokok is voltak, ahogyan ezen a 2012-es döntőn a spanyolok is azok voltak.
Az Európa-bajnokságok történetében Spanyolország lett az első csapat amely egymás után kétszer nyert Eb-t. Szintén a spanyol csapat lett az első, amely egymás után három nagy tornát nyert. A 2008-as Eb-győzelem és a 2010-es vb-győzelem után a 2012-es Eb-t is megnyerték. A spanyol csapat lett az első, amely Eb-döntőben négy gólt szerzett.

## Út a döntőig
A két csapat a C csoportban már találkozott egymással, akkor 1–1 lett a mérkőzés végeredménye. Az Eb-k történetében negyedik alkalommal fordult elő, hogy a döntőbe két olyan csapat került, amelyek korábban a csoportkörben is találkoztak.
Az eredmények az adott csapat szempontjából szerepelnek.
| Csapat        | M | Gy | D | V | G+ | G– | Gk | P |
| ------------- | - | -- | - | - | -- | -- | -- | - |
| Spanyolország | 3 | 2  | 1 | 0 | 6  | 1  | +5 | 7 |
| Olaszország   | 3 | 1  | 2 | 0 | 4  | 2  | +2 | 5 |
| Horvátország  | 3 | 1  | 1 | 1 | 4  | 3  | +1 | 4 |
| Írország      | 3 | 0  | 0 | 3 | 1  | 9  | –8 | 0 |

| Csapat        | M | Gy | D | V | G+ | G– | Gk | P |
| ------------- | - | -- | - | - | -- | -- | -- | - |
| Spanyolország | 3 | 2  | 1 | 0 | 6  | 1  | +5 | 7 |
| Olaszország   | 3 | 1  | 2 | 0 | 4  | 2  | +2 | 5 |
| Horvátország  | 3 | 1  | 1 | 1 | 4  | 3  | +1 | 4 |
| Írország      | 3 | 0  | 0 | 3 | 1  | 9  | –8 | 0 |

## A mérkőzés

### Összegzés
A spanyol válogatott a 14. percben szerzett vezetést David Silva fejesgóljával. A 41. percben Jordi Alba kapott egy indítást, amelyet értékesített, így a félidőben 2–0-ra vezetett a címvédő.  A második félidő elejére már kihasználta az olasz csapat a három cseréjét. A 60. percben a 3 perccel korábban beállt Thiago Motta megsérült. Mivel az olasz csapatnak nem volt több cserelehetősége, ezért a hátralévő időt emberhátrányban játszották le. A 84. percben Fernando Torres szerzett gólt, majd 5 perccel később Juan Manuel Mata is betalált. A mérkőzést 4–0-ra nyerte Spanyolország és megvédte címét.

### Részletek
| 2012. július 1. 21:45 (20:45) |

| Spanyolország                          | 4–0               | Olaszország |
| -------------------------------------- | ----------------- | ----------- |
| Silva 14' Alba 41' Torres 84' Mata 88' | (2–0) Jegyzőkönyv |             |

| Olimpiai Stadion, Kijev Nézőszám: 63 170 Játékvezető: Pedro Proença (portugál) |

| Spanyolország | Olaszország |

| SPANYOLORSZÁG:       |    |                    |     |     |
|                      |    |                    |     |     |
| KA                   | 1  | Iker Casillas (cs) |     |     |
| JV                   | 17 | Álvaro Arbeloa     |     |     |
| KV                   | 3  | Gerard Piqué       | 25' |     |
| KV                   | 15 | Sergio Ramos       |     |     |
| BV                   | 18 | Jordi Alba         |     |     |
| KKP                  | 8  | Xavi               |     |     |
| KKP                  | 16 | Sergio Busquets    |     |     |
| KKP                  | 14 | Xabi Alonso        |     |     |
| TKP                  | 10 | Cesc Fàbregas      |     | 75' |
| JCS                  | 21 | David Silva        |     | 59' |
| BCS                  | 6  | Andrés Iniesta     |     | 87' |
| Cserék:              |    |                    |     |     |
| CS                   | 7  | Pedro              |     | 59' |
| CS                   | 9  | Fernando Torres    |     | 75' |
| MF                   | 13 | Juan Manuel Mata   |     | 87' |
| Szövetségi kapitány: |    |                    |     |     |
| Vicente del Bosque   |    |                    |     |     |

| OLASZORSZÁG:         |    |                       |     |     |
|                      |    |                       |     |     |
| KA                   | 1  | Gianluigi Buffon (cs) |     |     |
| JV                   | 7  | Ignazio Abate         |     |     |
| KV                   | 15 | Andrea Barzagli       | 45' |     |
| KV                   | 19 | Leonardo Bonucci      |     |     |
| BV                   | 3  | Giorgio Chiellini     |     | 21' |
| VKP                  | 21 | Andrea Pirlo          |     |     |
| JSZ                  | 8  | Claudio Marchisio     |     |     |
| TKP                  | 18 | Riccardo Montolivo    |     | 57' |
| BSZ                  | 16 | Daniele De Rossi      |     |     |
| KCS                  | 9  | Mario Balotelli       |     |     |
| KCS                  | 10 | Antonio Cassano       |     | 46' |
| Cserék:              |    |                       |     |     |
| V                    | 6  | Federico Balzaretti   |     | 21' |
| CS                   | 11 | Antonio Di Natale     |     | 46' |
| KP                   | 5  | Thiago Motta          |     | 57' |
| Szövetségi kapitány: |    |                       |     |     |
| Cesare Prandelli     |    |                       |     |     |

| A mérkőzés játékosa: Andrés Iniesta (Spanyolország) Asszisztensek: Bertino Miranda (portugál) Ricardo Santos (portugál) Negyedik játékvezető: Cüneyt Çakır (török) Asszisztensek (alapvonal): Manuel De Sousa (portugál) Duarte Gomes (portugál) |

| A 2012-es labdarúgó-Európa-bajnokság győztese |
| SPANYOLORSZÁG 3. cím                          |

### Statisztika
|                    | Spanyolo. | Olaszo. |
| ------------------ | --------- | ------- |
| Gól                | 2         | 0       |
| Összes lövés       | 8         | 8       |
| Kapura tartó lövés | 5         | 5       |
| Labdabirtoklás     | 48%       | 52%     |
| Szöglet            | 1         | 3       |
| Szabálytalanság    | 6         | 4       |
| Les                | 1         | 0       |
| Sárga lap          | 1         | 1       |
| Piros lap          | 0         | 0       |

|                    | Spanyolo. | Olaszo. |
| ------------------ | --------- | ------- |
| Gól                | 2         | 0       |
| Összes lövés       | 6         | 3       |
| Kapura tartó lövés | 4         | 1       |
| Labdabirtoklás     | 57%       | 43%     |
| Szöglet            | 2         | 0       |
| Szabálytalanság    | 11        | 6       |
| Les                | 2         | 3       |
| Sárga lap          | 0         | 0       |
| Piros lap          | 0         | 0       |

|                    | Spanyolo. | Olaszo. |
| ------------------ | --------- | ------- |
| Gól                | 4         | 0       |
| Összes lövés       | 14        | 11      |
| Kapura tartó lövés | 9         | 6       |
| Labdabirtoklás     | 52%       | 48%     |
| Szöglet            | 3         | 3       |
| Szabálytalanság    | 17        | 10      |
| Les                | 3         | 3       |
| Sárga lap          | 1         | 1       |
| Piros lap          | 0         | 0       |